# Kínai szúrósfenyő

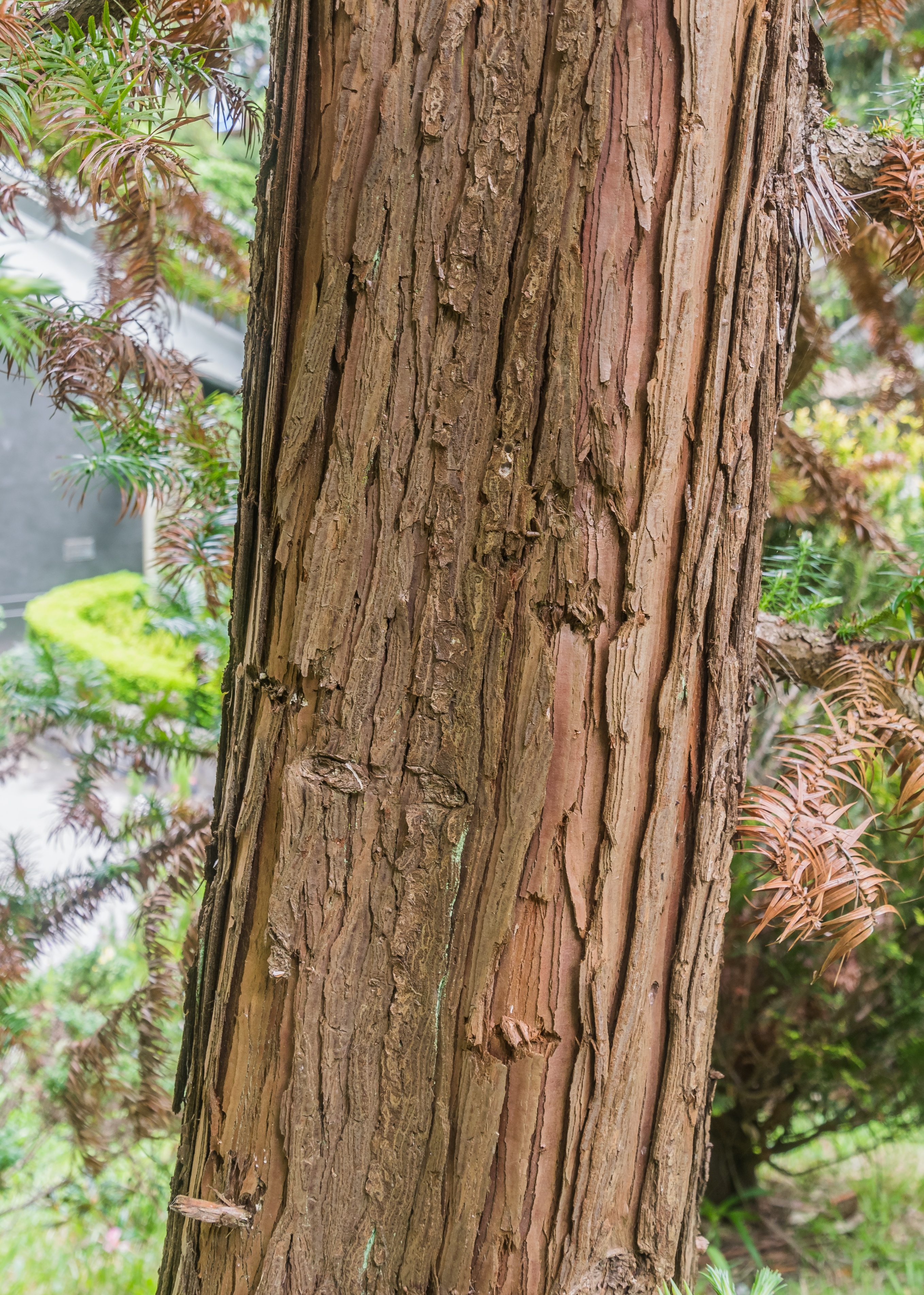
Felrepedező törzse a Wellingtoni Botanikus Kertben

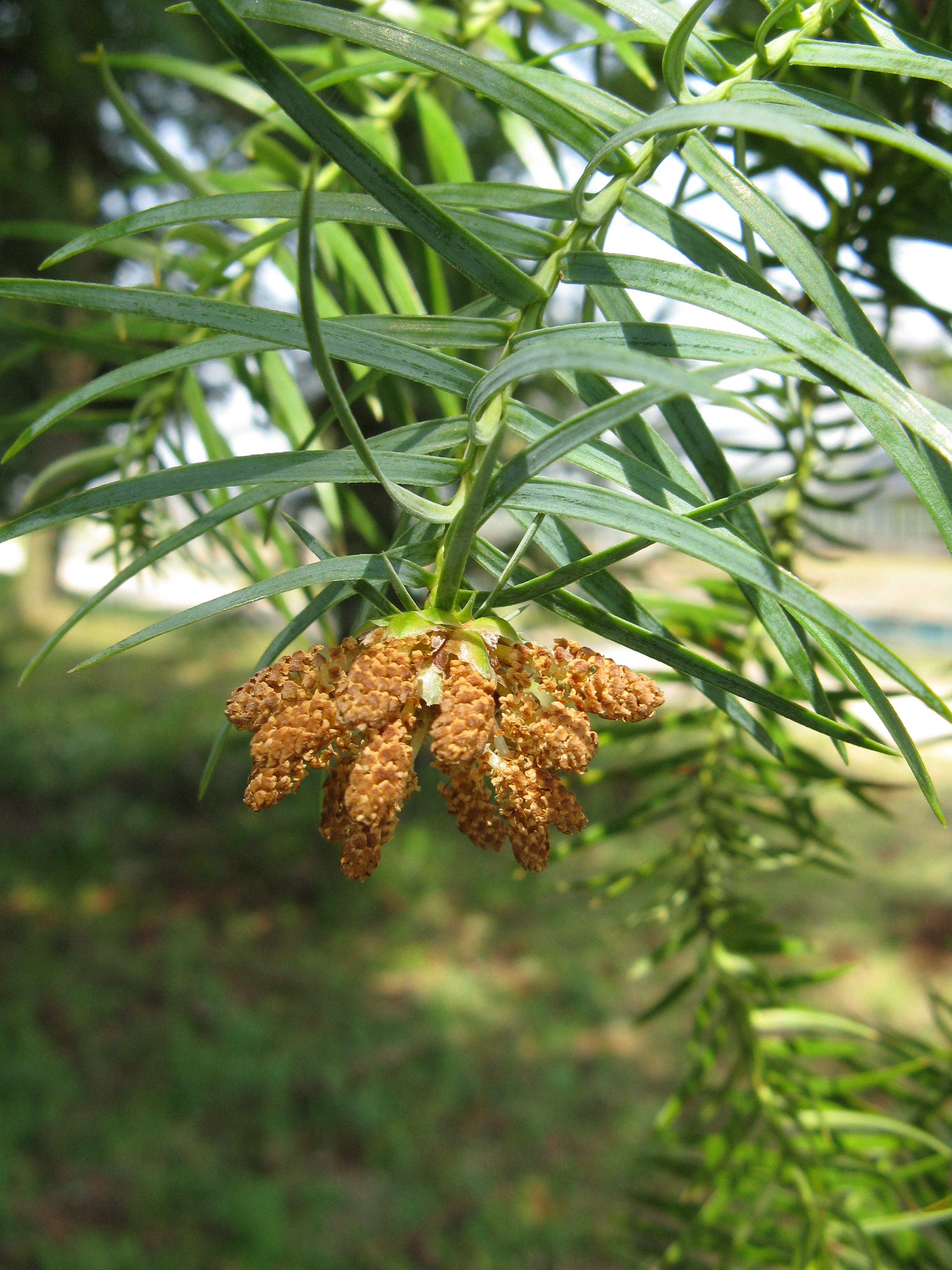
Tobozvirágzata és szúrós, lapos tűlevelei

A kínai szúrósfenyő (Cunninghamia lanceolata) a fenyőalakúak (Pinales) rendjébe sorolt ciprusfélék (Cupressaceae) családjában a szúrósfenyő (Cunninghamia) nemzetsége két recens fajának egyike.

## Származása, elterjedése
Kína középső és délkeleti részén honos.

## Megjelenése, felépítése
Kisebb, de különlegesen szép termetű fa. Törzse általában egyenes, karcsú, kúp alakú koronával. Vastag kérge hosszában felrepedezik.
Fényeszöld, nagyon szúrós levelei 3–6 cm hosszúak. Néhány centiméter átmérőjű, gömbölyű vagy tojásdad tobozai többnyire a hajtások végein ülnek.

## Életmódja, termőhelye
A meszes talajt nem tűri. Magyarországon fagyérzékeny. Kielégítően csak nagyon szélvédett, párás környezetben fejlődik. Rosszabb viszonyok közt is több évig elvegetál, de az ismétlődő fagykárokba előbb-utóbb belepusztul. Ha épületek déli fala elé ültetik úgy, hogy tövétől a csapadék egy része el tudjon folyni, a fagyot jobban tűri és tobozai is szépen beérnek.

## Kertészeti változatok

### C.l. 'Compacta'
Törpe növésű. Bánó István erdőmérnök szelektálta magoncok közül a Kámoni Arborétumban. Az alapfajnál edzettebb.

### C.l. 'Glauca'
Kékes lombú; az alapfajnál szívósabb.